# 吳世良 (嘉靖進士)
吳世良（1509年—？），字元良，浙江嚴州府遂安縣人，民籍，明朝政治人物。

## 生平
嘉靖十六年（1537年）丁酉科浙江鄉試第九名，嘉靖十七年（1538年）聯捷戊戌科進士。十八年，授任長洲縣知縣，其性情通朗不拘小節，遇贤士大夫，為政稱道。

## 家族
曾祖吳汝廣；祖父吳士雍，曾任壽官；父吳漢。母余氏。具慶下。